# KNDB-rating
De KNDB-rating is een getal dat namens de Koninklijke Nederlandse Dambond wordt berekend om de speelsterkte aan te geven van wedstrijddammers aan de hand van de door hen gespeelde partijen die meetellen voor de berekening. Ieder KNDB-lid, dat minstens 10 partijen gespeeld heeft, krijgt een KNDB-rating. Wie minstens 25 partijen gespeeld heeft, krijgt bovendien een plaats op de A- of B-lijst. Op de A-lijst (actieve spelers) staan de spelers, die in de afgelopen twee seizoenen minstens zes partijen gespeeld hebben. De overige spelers komen op de B-lijst.